# Союз українських професійних музик
Союз Українських Професійних Музик (СУПроМ) — організація професійних музикантів Галичини 1934 — 1939 років, заснована у Львові.

## Історія
СУПроМ було засновано 1934 р. на зразок австрійських і польських спілок професійних музикантів і мав на меті не лише захищати права українських музикантів, але й опікуватися розвитком національного музичного мистецтва. Установчі збори товариства відбулися 12 квітня 1934 р. у залі Вищого музичного інституту ім. Миколи Лисенка у Львові.

## Керівництво, члени
Головами СУПроМ були Нестор Нижанківський (1934—1936) і Василь Барвінський (1937—1939). У різні періоди товариство об'єднало 73 музиканти, в тому числі іменувало почесними членами Союзу Соломію Крушельницьку, Любку Колессу, Модеста Менцинського, Олександра Носалевича. При Союзі Українських Професійних Музик діяло чотири секції: композиторська (очолював Василь Барвінський), виконавча (очолював Роман Савицький), педагогічна (очолював Тарас Шухевич), музикознавча (очолював Станіслав Людкевич).

## Діяльність
Товариство організовувало концерти, влаштовував конкурси молодих виконавців (конкурс співаків під егідою товариства відбувся 1939 р.), видавало журнал «Українська Музика» (головний редактор 3. Лисько), організувало нотне видавництво, допомагало аматорським хоровим товариствам, зокрема і «Народному музичному видавництву» товариства «Просвіта» у Львові. Серед видань, які були підготовані за участі і сприяння СУПроМ-у, є «Великий Співанник Червоної Калини» (редактор Зиновій Лисько), «Диригентський порадник» (упорядник і редактор Василь Витвицький), «Наше сонечко грає на фортепіано» Василя Барвінського, «Фортепіанні твори для молоді» Нестора Нижанківського, солоспів «Не стій, вербо» Зиновія Лиська. Серед концертів СУПроМ-у були тематичні вечори нової української музики, концерти на честь 30-ліття заснування Національного Музею у Львові, вечори фортепіанної музики у виконанні Галі Левицької, ювілейні концерти на честь 30-ліття творчої діяльності Василя Барвінського та ін.